# سينيي (آن)
سينيي (بالفرنسية: Segny)‏ هي بلدية فرنسية تقع في إقليم آن في فرنسا. رمز إنسي لها هو:1399. أما الرمز البريدي لها فهو: 1170.